# Killingly
Killingly est une ville américaine située dans le comté de Windham au Connecticut.
Killingly devient une municipalité en 1708. Son nom proviendrait du manoir anglais de la famille du gouverneur Gurdon Saltonstall (en).

## Démographie
| 1820  | 1840  | 1850  | 1860  | 1870  | 1880  |
| ----- | ----- | ----- | ----- | ----- | ----- |
| 2 803 | 3 685 | 4 543 | 4 926 | 5 712 | 6 921 |

| 1890  | 1900  | 1910  | 1920  | 1930  | 1940  |
| ----- | ----- | ----- | ----- | ----- | ----- |
| 7 027 | 6 835 | 6 564 | 8 178 | 8 852 | 9 547 |

| 1950   | 1960   | 1970   | 1980   | 1990   | 2000   |
| ------ | ------ | ------ | ------ | ------ | ------ |
| 10 015 | 11 298 | 13 573 | 14 519 | 15 889 | 16 472 |

| 2010   | - | - | - | - | - |
| ------ | - | - | - | - | - |
| 17 370 | - | - | - | - | - |

Selon le recensement de 2010, Killingly compte 17 370 habitants. La municipalité s'étend sur 49,86 milles carrés (129,14 km2), dont 1,56 milles carrés (4,04 km2) d'étendues d'eau.